# Rajna Šargač
Rajna Šargač je hrvatska šahistica iz Slatine i državna reprezentativka. Udajom je došla živjeti u Belišće gdje je nastavila igrati šah. Trenutačno je jedna od najboljih šahistica u Hrvatskoj. Nosi naslov šahovske majstorice.
2002. ŠK Belišće je osvojio treći uzastopni naslov, u čemu je najveću zaslugu imala Rajna Šargač.
2002. je godine na državnom ženskom prvenstvu u ubrzanom šahu 2002. osvojila 1. – 2. mjesto. Od srpnja 2002. g. Rajna Šargač treća je među hrvatskim šahisticama po najboljem položaju na ljestvici.
Na europskom prvenstvu u šahu 2007. osvojila je srebro, jer je bila druga po uspješnosti.